# 浜口允子
浜口 允子（はまぐち のぶこ、1938年1月15日 -2023年3月22日 ）は、日本の中国学者。放送大学名誉教授。長野県出身。

## 人物
1960年にお茶の水女子大学文教育学部史学科を卒業。1972年から1975年には二人の男児を連れて中国・北京に滞在。初期の東京第一学習センターから放送大学と関わり、その後東京世田谷センターに10年勤務したのち、東京世田谷学習センター所長・神奈川学習センター所長を務めた。主に中国についての研究を行った。あまり知られていないが、卒業した 東京都立名門の、東京都立富士高等学校の校歌の作詞は同氏（旧姓：鯨井 時）の作品。2025年現在も歌い継がれている。
故 浜口義曠（元 農林水産省事務次官、日本中央競馬会理事長）は夫。

## 略歴
- 1956年 東京都立富士高等学校卒業
- 1960年 お茶の水女子大学文教育学部史学科卒業
- 1972年 - 1975年 2人の男児を連れて中国・北京市朝陽区に滞在
- 1985年 - 2008年 放送大学教授
- 2008年 放送大学名誉教授[4]

### 役職など
- 放送大学東京世田谷学習センター所長（2001年）

## 著作
- 東京都立富士高等学校の校歌（作詞、1956年 旧姓 鯨井允子）
- 北京三里屯第三小学校（岩波新書：岩波書店、1976年)
- アジア論 (1) 東アジア 中国・統一国家の形成と展開（放送大学教育振興会、1985年）
- アジア論 (3)（放送大学教育振興会、1989年）
- 中国の近代と現代（編著、放送大学教育振興会、1992年）
- 中国の歴史と社会（斯波義信共編、放送大学教育振興会、1998年）
- 村から中国を読む 華北農村五十年史（青木書店、2000年）
- 地域文化研究 (2) 東アジア歴史像の構成（川勝守・吉田光男共著、放送大学教育振興会、2002年、改訂2006年）
- 東アジアの中の中国史（岸本美緒共著、放送大学教育振興会、2003年）
- 現代中国都市と農村の70年（放送大学叢書：左右社、2019年）